# Palacio de Hetzendorf

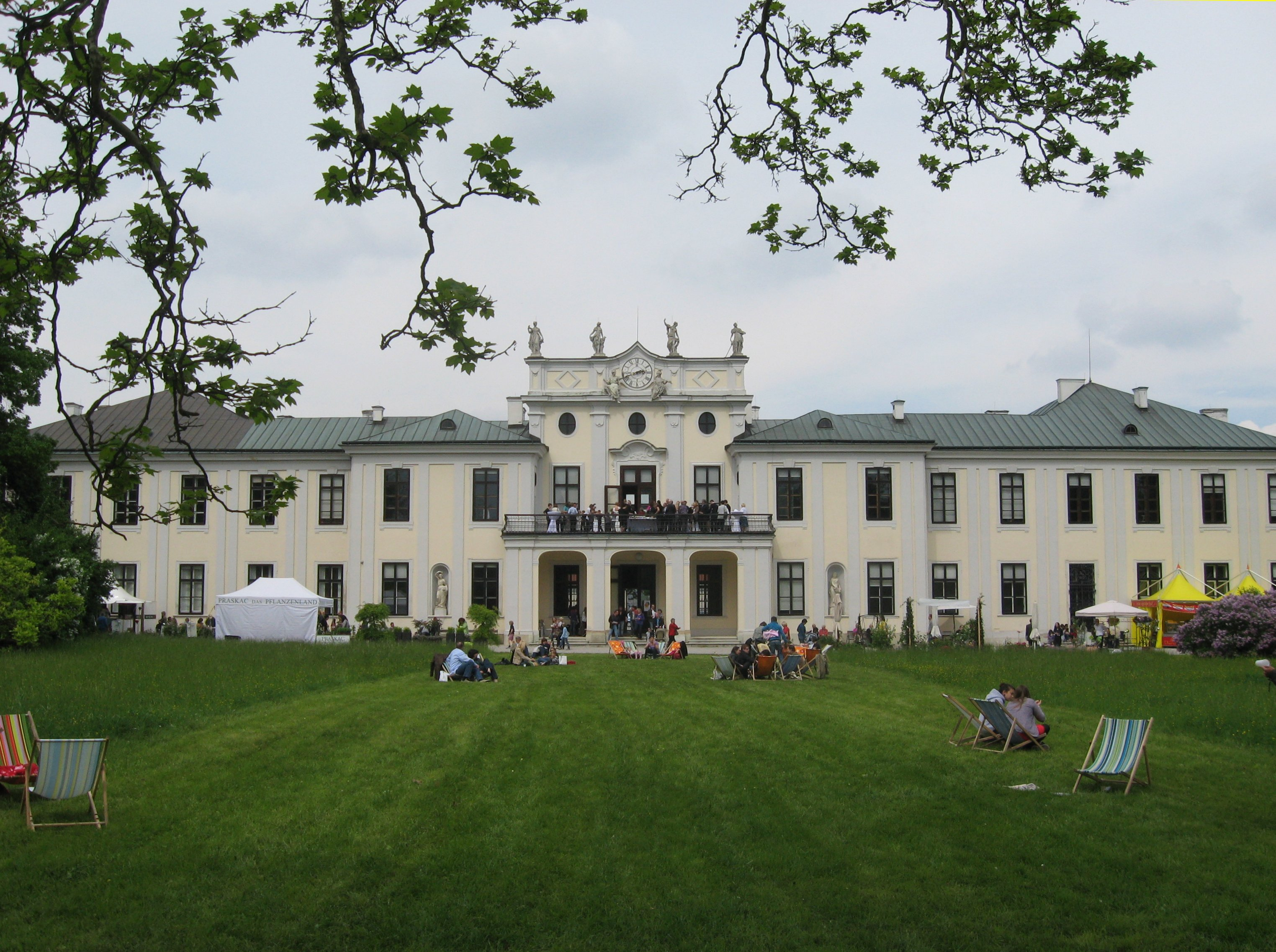
Fachada mostrando el parque.

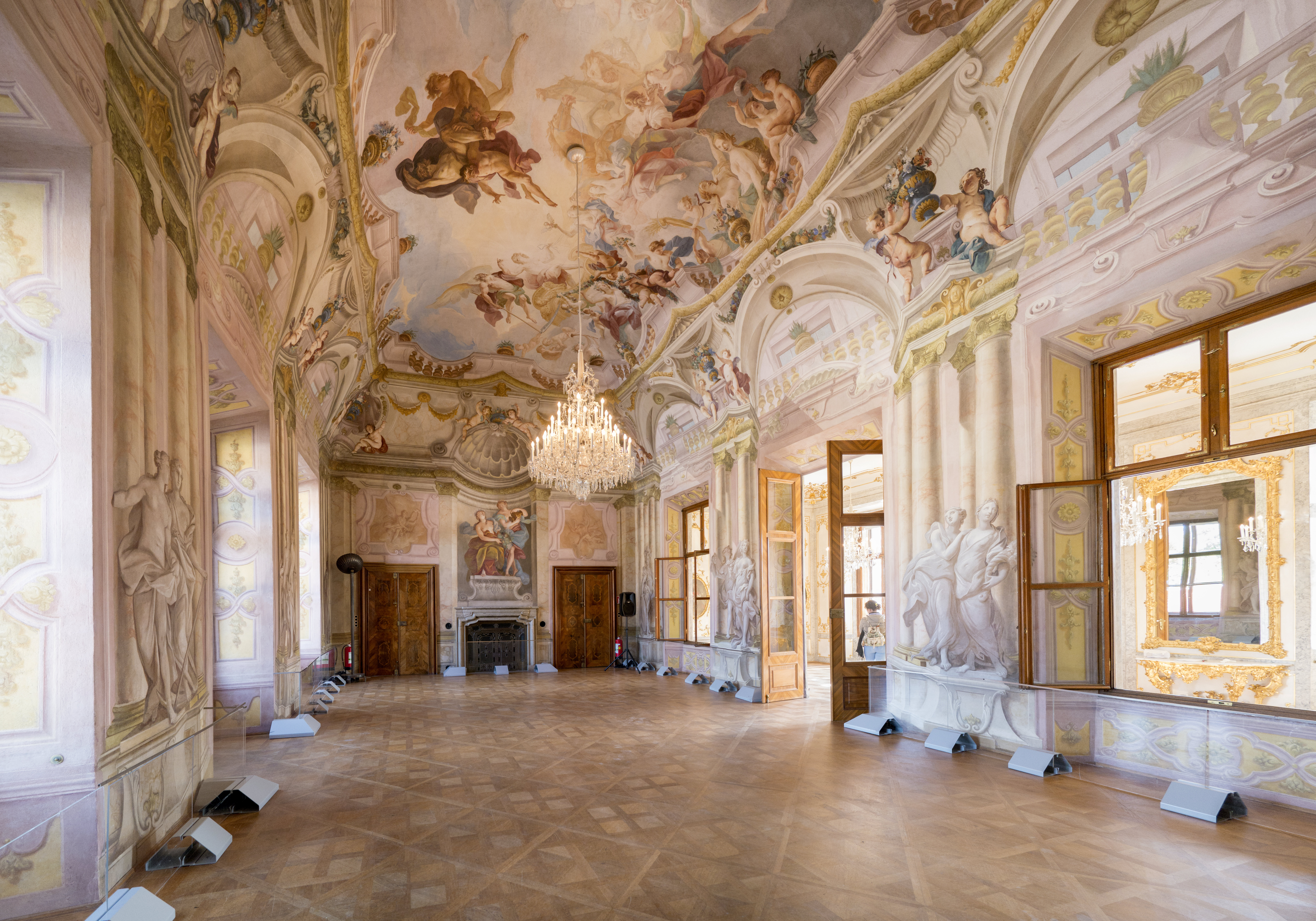
Salón de baile.

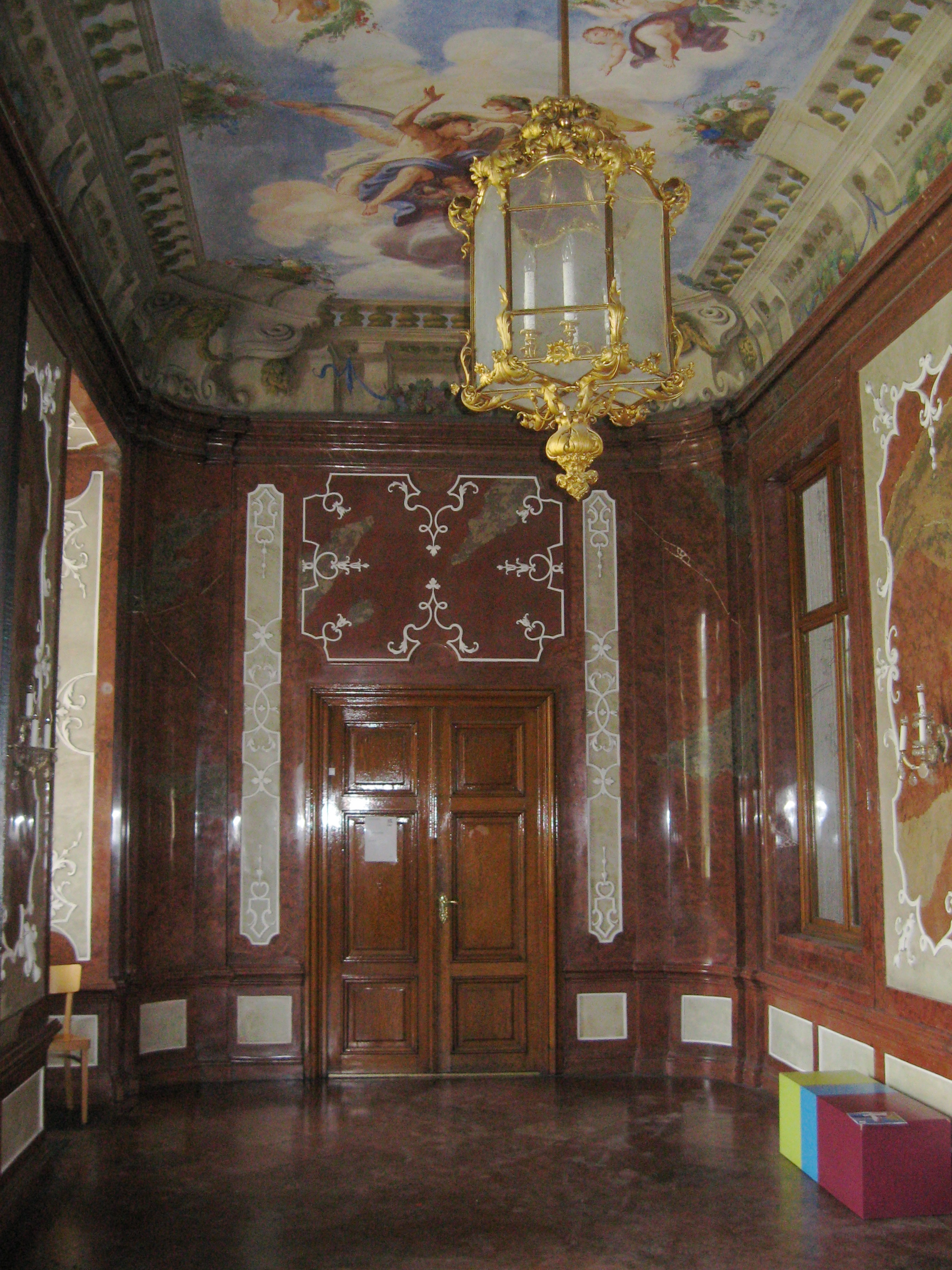
Sala terrena.

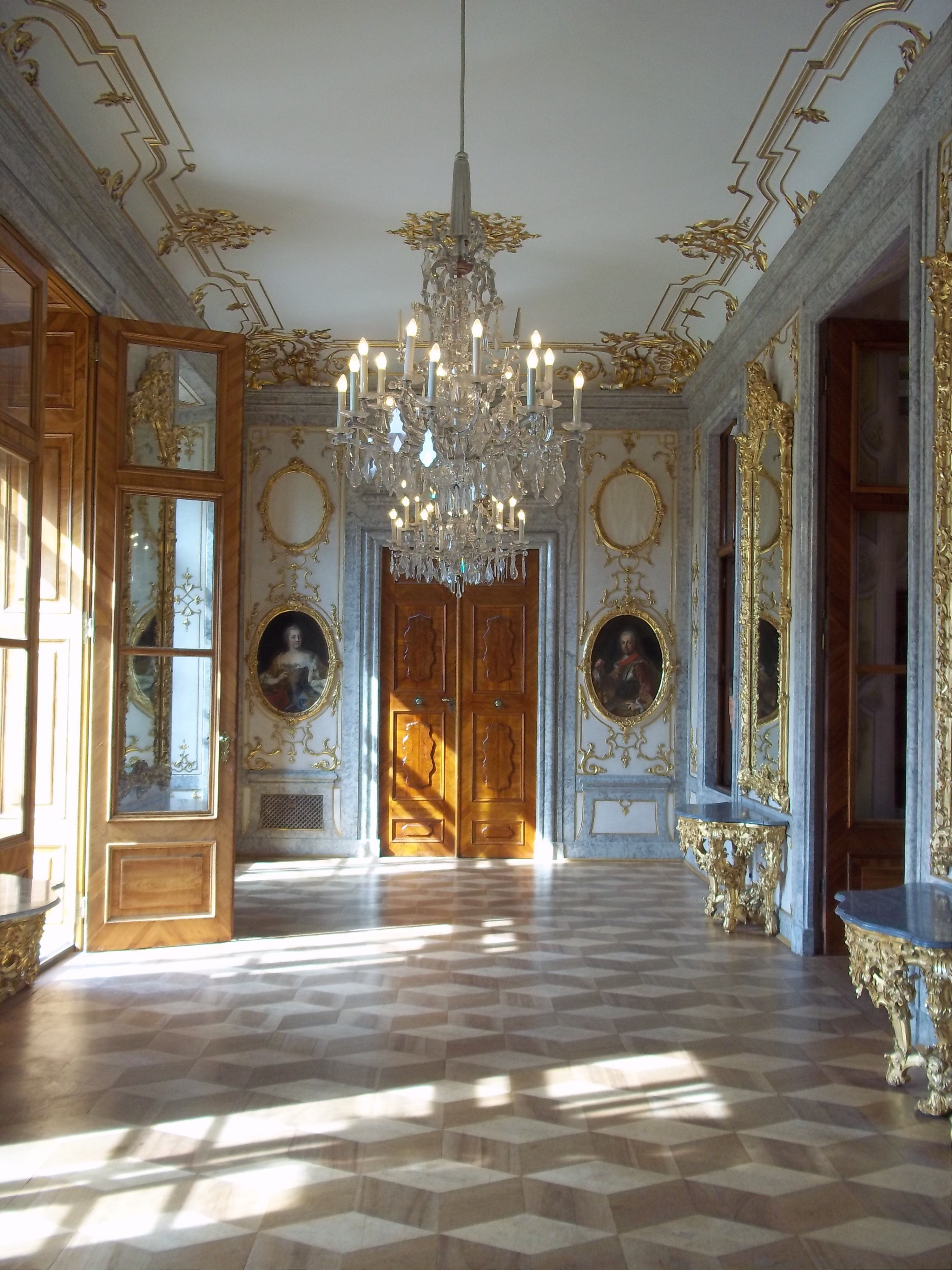
Galería de espejos.

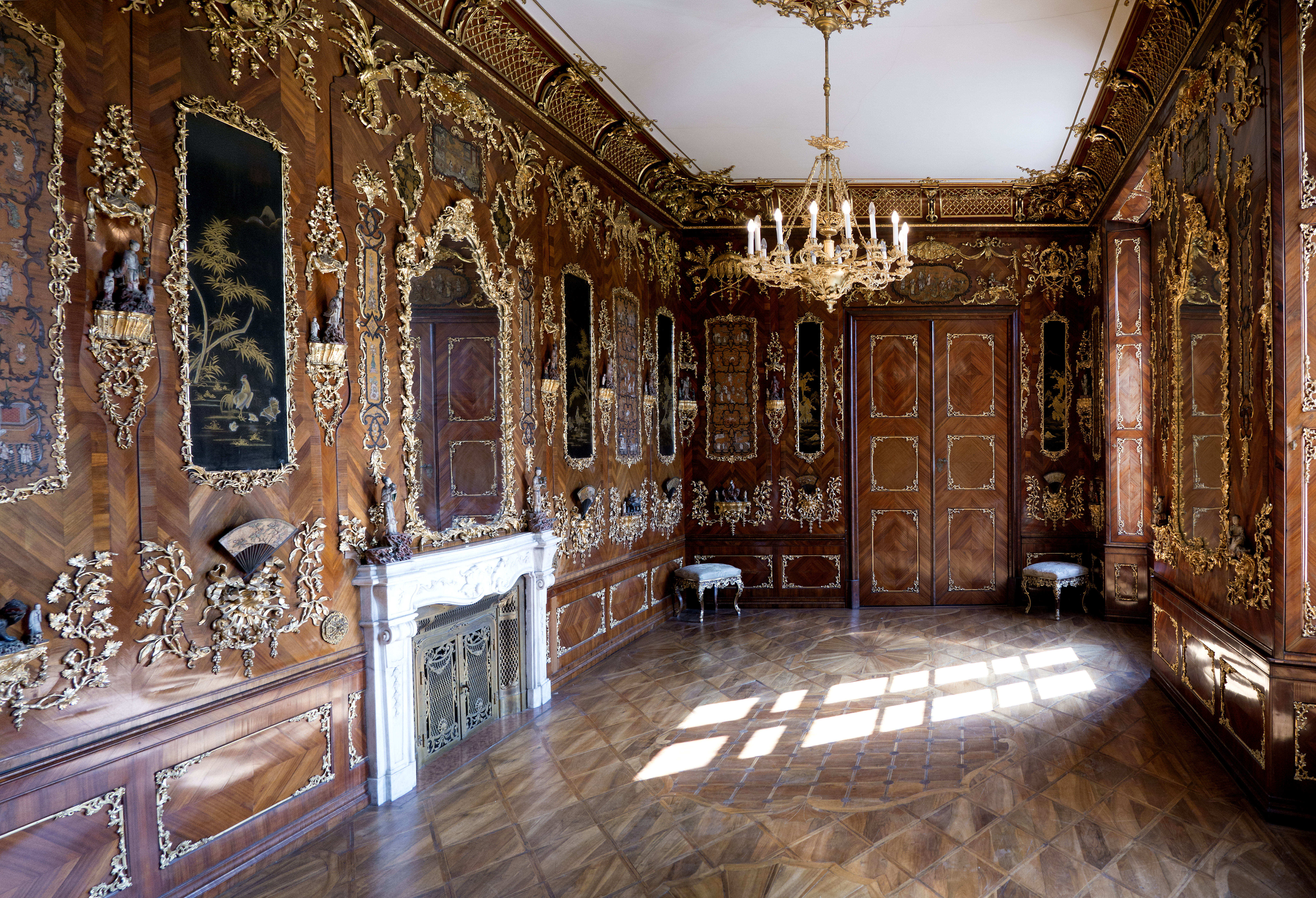
Salón chino.

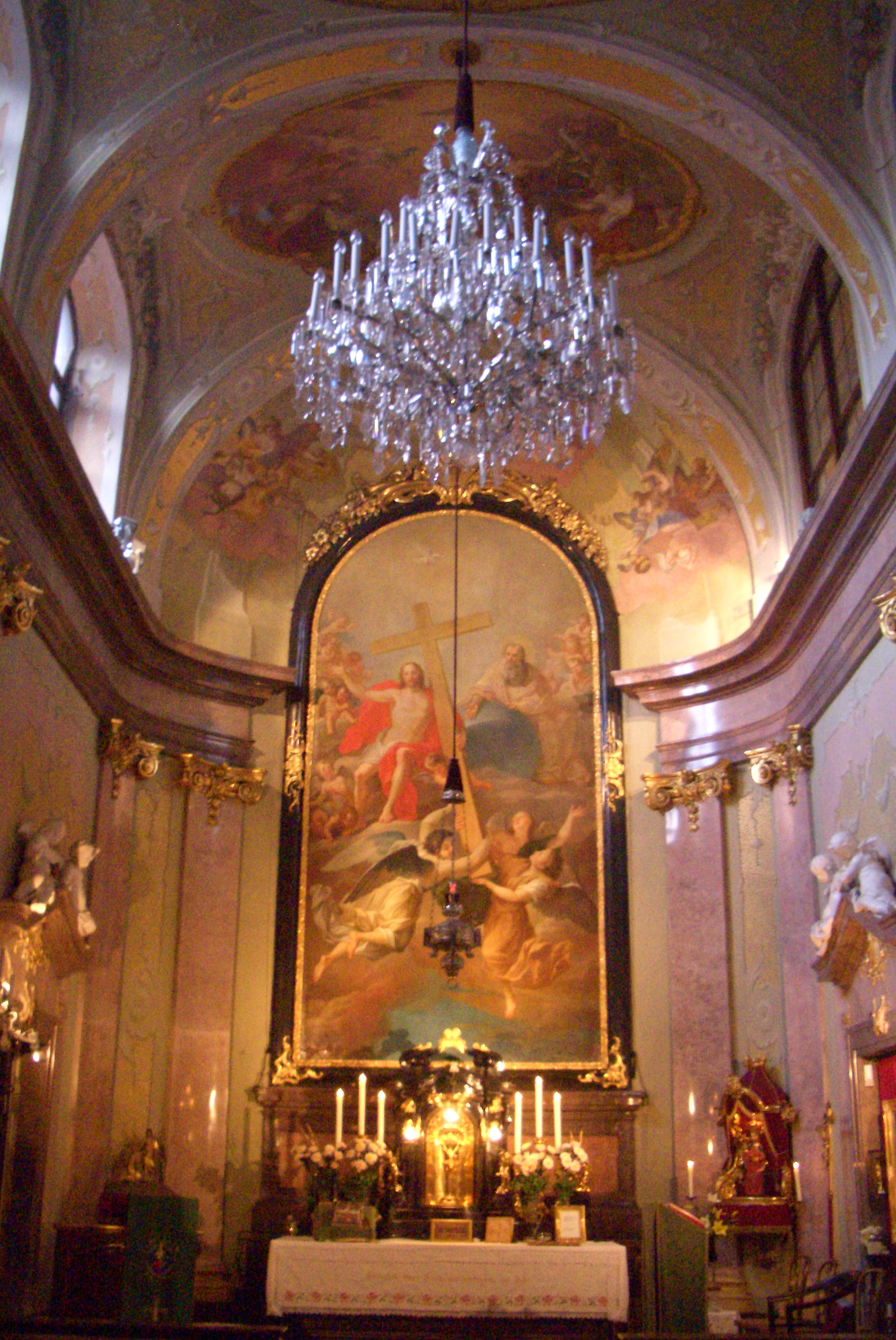
Vista general de la Iglesia del Palacio de Hetzendorf - Santísima Trinidad - Iglesia Memorial del Beato Emperador Carlos en 2007.

El palacio de Hetzendorf (en alemán: Schloss Hetzendorf), es un palacio barroco en Hetzendorf, Meidling, Viena, que fue usado por la familia imperial de los Habsburgo.

## Historia
El edificio fue originalmente un refugio de caza. En 1675, la princesa Maria Piccolomini compró un patio del monasterio agustino en Hetzendorf, un suburbio en ese momento lejos de Viena "más allá" de la residencia de verano imperial del Palacio de Schönbrunn (con el que está conectado por el Schönbrunner Allee, que extiende el eje principal del palacio hoy). En 1690 se lo vendió al Condé Franz Sigismund von Thun y Hohenstein, quienes compraron tres granjas más y, a partir de 1694, construyeron un pabellón de caza de una sola planta, el Thunhof. El arquitecto probablemente fue Johann Bernhard Fischer von Erlach. El Thunhof todavía no tenía corte de honor y estaba orientado al sur.
Bajo Francisco I, el castillo en verano, acogía suntuosas fiestas en el parque. En 1823, Ludwig van Beethoven vivía en la misma calle del palacio. Después de la muerte del emperador en 1835, el castillo sirvió principalmente como casa de huéspedes imperial, en particular para la hermana del emperador e hija menor del Emperador Francisco II, Archiduquesa María Ana, vivió aquí desde 1835 hasta su muerte en 1858. Se dice que era retrasada mental y sufría de una horrible deformidad facial.
Entre 1839 y 1841, se construyó un dique a 400 m al este del castillo para protegerlo de Südbahn. Durante las revoluciones de 1848, el castillo fue el cuartel general imperial de Alfredo I de Windisch-Graetz para retomar Viena.
El 18 de junio de 1867, la joven archiduquesa Matilde, la hija menor de Alberto de Teschen, murió allí quemada viva, cuando su cigarrillo prendió fuego a su vestido de gala.
Con motivo de la Exposición Universal de 1873, el castillo sirvió como alojamiento para Gyula Andrássy, el príncipe Federico Guillermo de Hohenzollern, Victoria del Reino Unido y Nasereddín Sah Kayar.
En 1907, el castillo se conectó a la red de tranvías.
Entre 1912 y 1914, el emperador Francisco José, puso el castillo a disposición de su sobrino nieto Carlos, segundo heredero, viviendo su familia en el castillo. El objetivo era acercar al joven archiduque al emperador para prepararlo para el gobierno y garantizar su seguridad. 
Fue en Hetzendorf donde la futura Emperatriz Zita dio a luz a su hija la Archiduquesa Adelaida de Austria en 1914. Adelaida fue la segunda hija de la Emperatriz Zita y el futuro Emperador Carlos I de Austria.

### El palacio actualmente
Durante la monarquía austrohúngara, el palacio fue administrado por la administración del Palacio Imperial y real de Schönbrunn y de Hetzendorf; y por la administración de Jardines de la corte imperial y real de Schönbrunn y Hetzendorf. Perteneciéndo así a la Hofärar (propiedad estatal utilizada y administrada por la Casa Imperial). A principios de noviembre de 1918, el nuevo estado alemán de Austria tomó prácticamente la supervisión de estos dos departamentos; en 1919 Hofärar en todo el país se debió a la Ley de los Habsburgo adoptada formalmente por la República; las dos instituciones administrativas se convirtieron en agencias federales en 1920.
El escultor Anton Hanak vivió aquí desde 1923 hasta su muerte en 1934, otro inquilino del período de entreguerras fue el virtuoso del violín Bronisław Huberman.
A pesar del impacto de una bomba al final de la Segunda Guerra Mundial, que afectó el ala izquierda del patio principal, se conservó una gran parte del precioso interior barroco. Se había trasladado a las minas de sal a su debido tiempo. En 1946, la ciudad de Viena alquiló el palacio al gobierno federal para su escuela de moda y lo compró en 1987. Hoy en día alberga una escuela de moda.

### Iglesia del palacio
No se puede ver desde el exterior que hay una iglesia en el castillo, a saber, la Iglesia del Castillo de Hetzendorf, una iglesia rectorada que pertenece a la Archidiócesis de Viena. La iglesia del castillo, está dedicada a la Santísima Trinidad, fue consagrada solemnemente el 27 de junio de 1745 por el arzobispo de Viena, el cardenal Conde Sigismundo von Kollonitz (1716-1751), como puede verse en la bula de consagración, cuyo facsímil se puede ver en la sala de atención pastoral de la iglesia.
En el transcurso de la reforma parroquial del Josefinismo, fue una curia local desde 1784–1807 y la iglesia parroquial de Hetzendorf desde 1832–1910. Desde el 13 de mayo de 2008, la iglesia ha sido apodada por el arzobispado "Seliger-Kaiser-Karl-Gedächtniskirche".
El techo de la nave está adornado con frescos de Daniel Gran, - no como se basa erróneamente en una firma que se encuentra en la bóveda a la derecha sobre el altar mayor ("P. Jo. Wiedon P. Arquitecto 1744" [Nota: Franz Josef Wiedon pinxit Architecturam]), fue adoptado por Franz Josef Wiedon. La pintura del altar mayor es de Johann Karl Auerbach (1722-1788), hijo del pintor de cámara y corte Johann Gottfried Auerbach. Los locales en los que se encuentra la iglesia del castillo fueron renovados en 1994-1999. En 2000 se realizaron más trabajos.